# 海蝕平臺

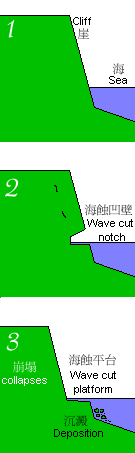
海蝕平臺形成示意圖

海蝕平臺，又稱浪蝕臺、波蝕棚、海蝕平原（英語：Wave-cut bench），是海邊懸崖下或是大湖岸邊的一個狹扁的平臺。
平台形成的時間長久，過程可參見上側圖示，一開始海崖受到海浪沖刷，在海面高低潮線的位置向岩壁侵蝕（海蝕），形成凹洞。之後，凹洞會漸漸形成較深的洞穴，在海水的持續沖刷下，洞穴無法承受上方海崖的重量而崩落，崩落後的石塊也因海水沖刷碎成小石塊，被海水帶走，最後才形成平臺。
海蚀平台一般向海倾斜，其宽度与波浪作用的强度有关，波浪作用强的地方海蚀平台宽度大，其表面并不平坦，有时有海蚀留下的海蚀柱、礁石、浪蚀沟等。
藉由觀察古時形成的平臺，地質學家們可得知當時的海面或湖面高度，另外再藉由科學鑑定方法或檢定海洋化石，他們能確定平臺形成的時間。英國的地質學家就是利用此方法來估算陸地上升的速度。

## 圖集

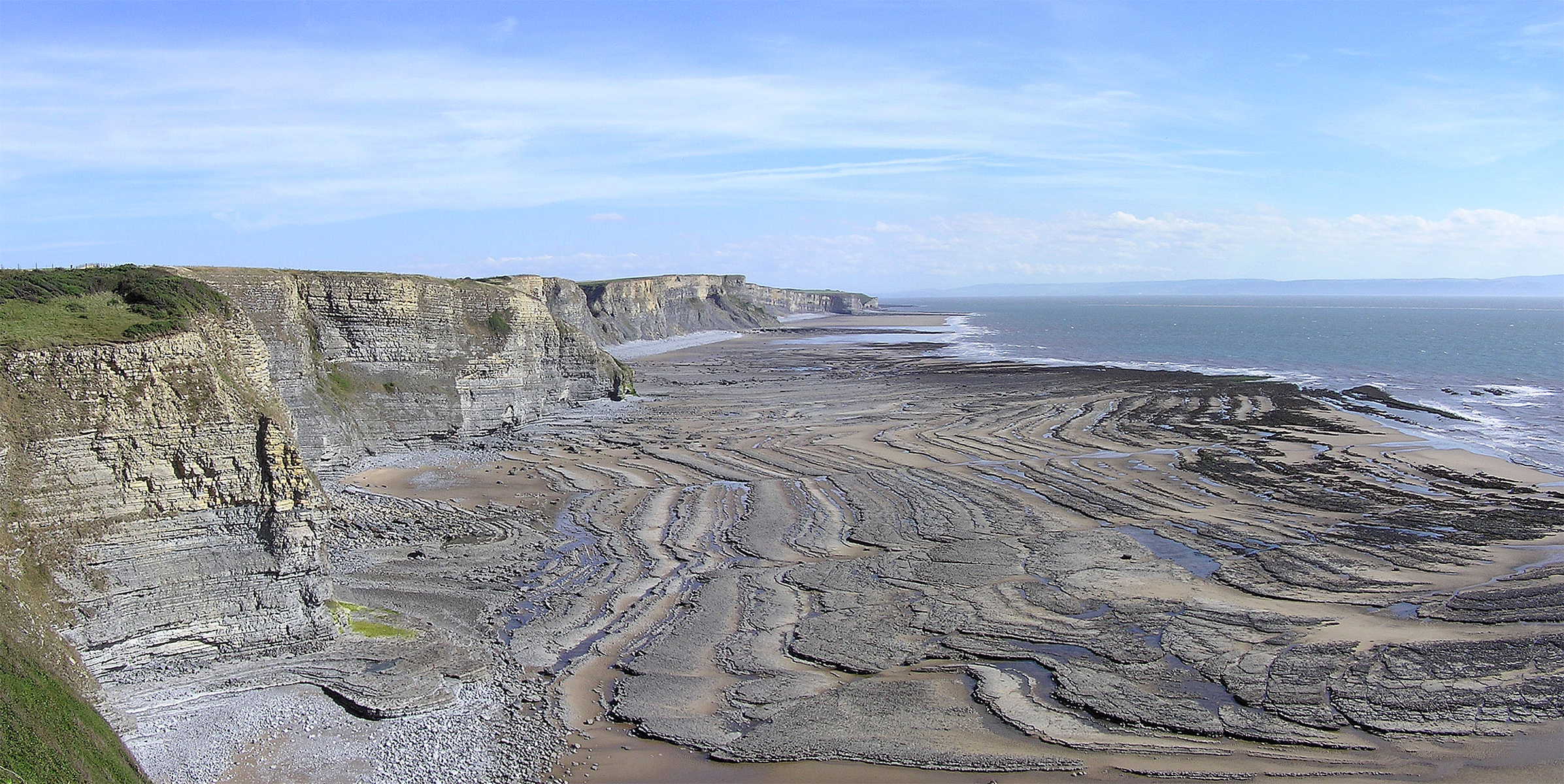
位於英国威爾斯南部的海蝕平臺
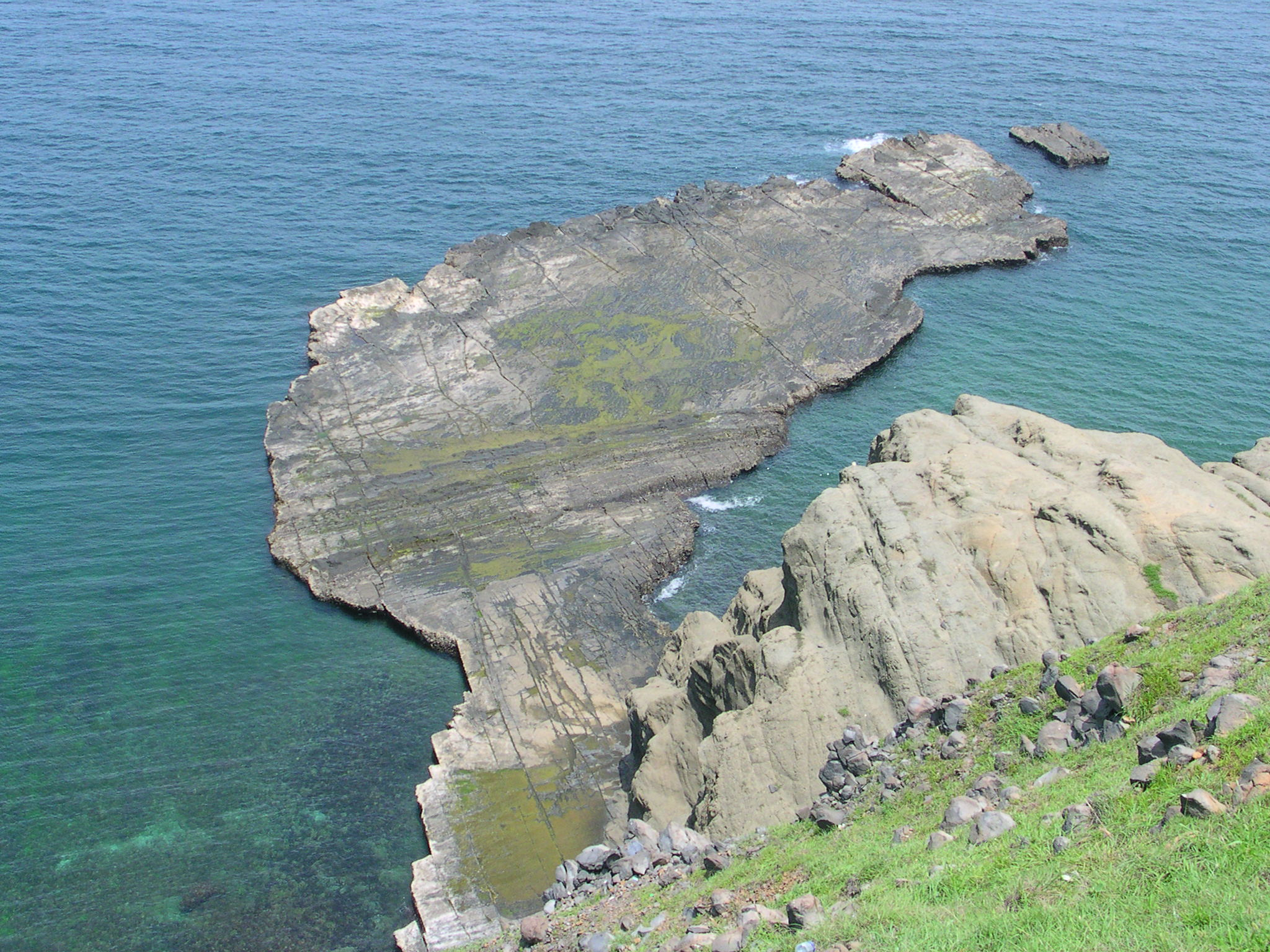
台灣澎湖的海蚀平台「小臺灣」
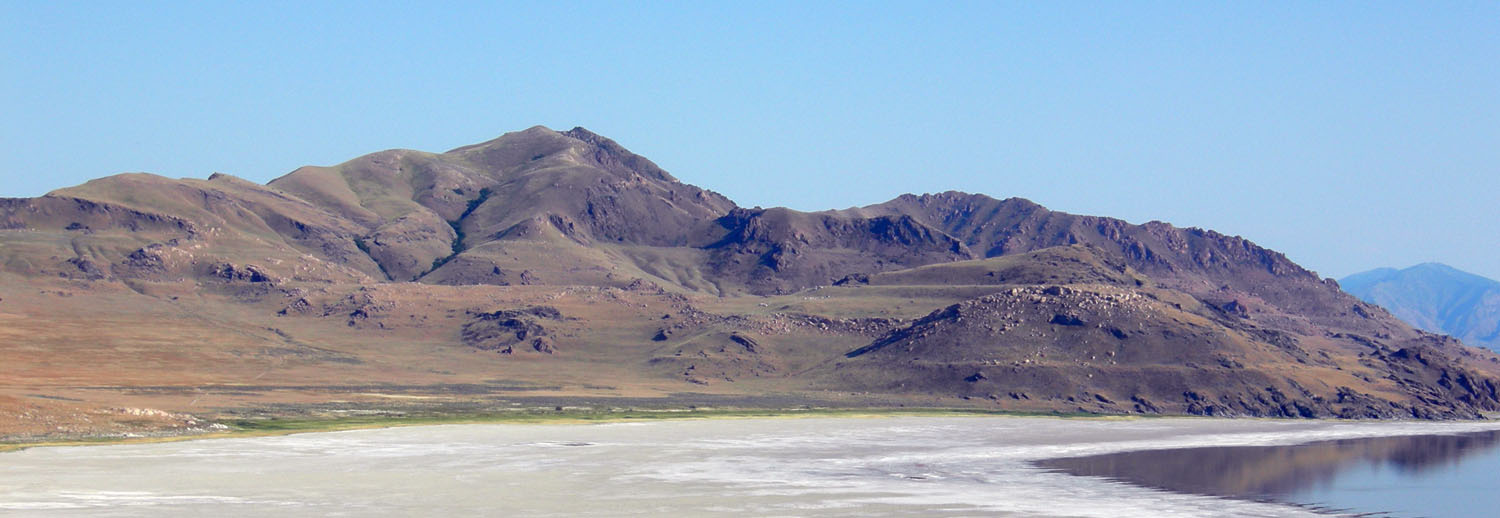
美國猶他州大鹽湖的湖蝕平台